# Kalimati Kalche
Kalimati Kalche – gaun wikas samiti w zachodniej części Nepalu w strefie Rapti w dystrykcie Salyan. Według nepalskiego spisu powszechnego z 2011 roku liczył on 1188 gospodarstw domowych i 6516 mieszkańców (3303 kobiety i 3213 mężczyzn).